# Lee Seung-yeoul
Lee Seung-Yeoul (Bucheon, Corea del Sud, 6 de març de 1989) és un exfutbolista sud-coreà. Va disputar 10 partits amb la selecció sud-coreana.